# Paysandú Fútbol Club
El Paysandú Fútbol Club es un club de fútbol uruguayo de la ciudad de Paysandú. Fue fundado en 2003. Participó en el fútbol profesional hasta el año 2006.
Regresa al fútbol en 2021 en la Primera División Amateur, tercera categoría de la AUF.

## Historia
Fue fundado en 2003 mediante la colaboración de varios clubes locales: Barrio Obrero, Centenario, Deportivo América, Estudiantil, Independiente, Juventud Unida, Olímpico y Paysandú Wanderers.
Participó de la Segunda División Profesional desde el año de su fundación hasta 2004, año en que obtendría el ascenso a Primera División. Ese año, el Paysandú Bella Vista había obtenido deportivamente el ascenso correspondiente a los equipos del interior, pero no pudo participar de la máxima categoría debido a inconvenientes económicos que arrastraba, por lo cual su plaza fue ocupada por Paysandú F.C., que era el club no-montevideano que lo seguía en la clasificación.
Militó un año en la máxima categoría del fútbol uruguayo, lo cual significó una temporada y media: participó de la temporada 2005 ("Uruguayo Especial") que duró solamente un semestre, y descendió luego del Torneo Apertura 2005-06, es decir a mitad de temporada. Mientras, durante esos años el club iba desmembrándose y perdiendo el apoyo de los clubes bases que lo habían fundado.
De regreso en Segunda, en 2006, disputó otra temporada de 6 meses, el Uruguayo Especial de Segunda de 2006, donde jugó las semifinales buscando el único ascenso, pero fue derrotado por Progreso. Luego, disputó el Torneo Apertura de Segunda División correspondiente a la temporada 2006-07 pero no así el Torneo Clausura, retirándose del fútbol profesional por problemas económicos y la falta de respaldo de sus clubes fundadores. El club disputó su último partido el 9 de diciembre de 2006, derrotando a Basáñez por 3:1.
El club nunca pudo captar la simpatía de los aficionados sanduceros. Paysandú F.C. tiene el registro más bajo en la venta de entradas en un partido de Primera División, cuando en la última fecha del Apertura de 2005 enfrentando a Deportivo Colonia se vendieron solamente 8 entradas y se recaudaron 320 pesos.
Luego de 15 años de inactividad tanto deportiva como institucional, el equipo regresó a la competencia en el año 2021 en forma de sociedad anónima deportiva. Existe controversia sobre la continuidad del club con respecto a la versión anterior, ya que otros clubes la discuten y presentaron pruebas en contrario a la continuidad institucional (misma situación que Salto FC y Deportivo Colonia).
En 2022 Paysandú FC SAD fue noticia por la contratación de Sebastián Abreu como entrenador del equipo.

## Símbolos

### Escudo y bandera
Utilizando como inspiración la bandera del Departamento, su bandera contiene una franja central blanca con la inscripción del club, y tres bastones horizontales más pequeños con los colores azul-rojo-azul. El escudo inicial además del mismo patrón de diseño que la bandera, contiene una pelota de fútbol y el año de fundación. 
Años más tarde, en su refundación, el club adoptó un escudo nuevo, con un diseño más moderno. El mismo consiste en una base circular, de fondo blanco, con el dibujo de una flor de Mburucuya, rodeado por la inscripción  Paysandu Futbol Club y el año de fundación sobre una base azul y contorneado por líneas rojas.

## Uniforme
- Uniforme titular: Camiseta blanca con vivos azules y rojos, pantalón blanco, medias blancas.
- Uniforme alternativo: Camiseta a franjas verticales rojas y azules, pantalón azul, medias rojas.

## Trayectoria en AUF
| Temporada         | División | Puesto | PJ | PG | PE | PP | GF | GC | Pts. | Notas                                                                 |  |
| ----------------- | -------- | ------ | -- | -- | -- | -- | -- | -- | ---- | --------------------------------------------------------------------- |  |
| 2003              | 2°       | 14°    | 25 | 8  | 4  | 13 | 23 | 35 | 28   | Ingreso a la Asociación Uruguaya de Fútbol.                           |  |
| 2004              | 2°       | 10°    | 25 | 9  | 7  | 9  | 30 | 25 | 34   | Asciende en lugar de Paysandú Bella Vista.                            |  |
| 2005              | 1°       | 14º    | 17 | 3  | 5  | 9  | 23 | 34 | 14   |                                                                       |  |
| 2005-06           | 1°       | 18º    | 34 | 8  | 8  | 18 | 41 | 73 | 22   | Desciende a media temporada, luego del Torneo Apertura.               |  |
| 2006              | 2°       | 3º     | 10 | 5  | 1  | 4  | 13 | 12 | 16   | Eliminado en semifinales de la eliminatoria por Progreso.             |  |
| 2006-07           | 2°       | 16°    | 15 | 3  | 4  | 8  | 22 | 36 | 13   | Abandonó la competición a media temporada, luego del Torneo Apertura. |  |
| Sin Participación |          |        |    |    |    |    |    |    |      |                                                                       |  |
| 2021              | 3.º      | 12°    | 9  | 2  | 5  | 2  | 13 | 7  | 11   | 5.º del Grupo, no alcanza los Play-offs                               |  |
| 2022              | 3.º      | 19°    | 11 | 2  | 3  | 6  | 7  | 14 | 9    | 11.º del Grupo, no alcanza los Play-offs                              |  |
| 2023              | 3.º      | 20°    | 10 | 1  | 3  | 6  | 14 | 18 | 6    | 5.º del Grupo, no alcanza los Play-offs                               |  |
| 2024              | 3.º      | 17°    | 10 | 3  | 3  | 4  | 11 | 13 | 12   | 5.º del Grupo, no alcanza los Play-offs                               |  |
|                   |          |        |    |    |    |    |    |    |      |                                                                       |  |

### Resumen
Datos actualizados hasta la temporada 2025 inclusive.
- Temporadas en Primera División: 2 (2005-2005/06)
- Temporadas en Segunda División: 4 (2003-2004 / 2006-2006/07)
- Temporadas en Tercera División: 5 (2021-Presente)

## Palmarés
| Competición Local                                                   | Títulos | Subcampeonatos |
| ------------------------------------------------------------------- | ------- | -------------- |
| Torneo Apertura del Campeonato Uruguayo de Primera Divisional C (1) | 2025    |                |